# Stazione di Ronco Scrivia
La stazione di Ronco Scrivia è una stazione ferroviaria delle linee Milano-Genova e Torino-Genova posta nel comune di Ronco Scrivia in piazza Marconi.

## Storia

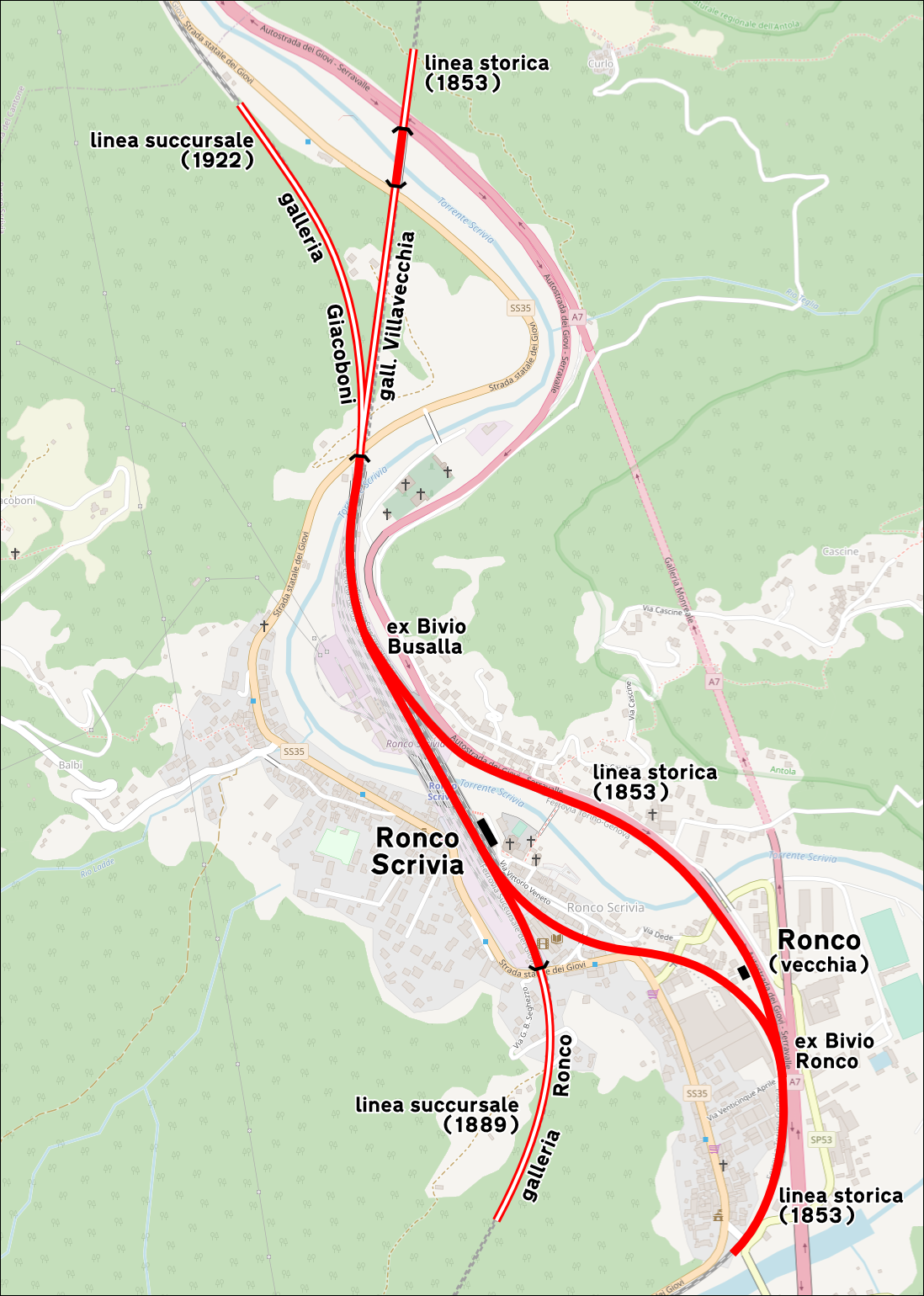
Mappa del nodo ferroviario di Ronco

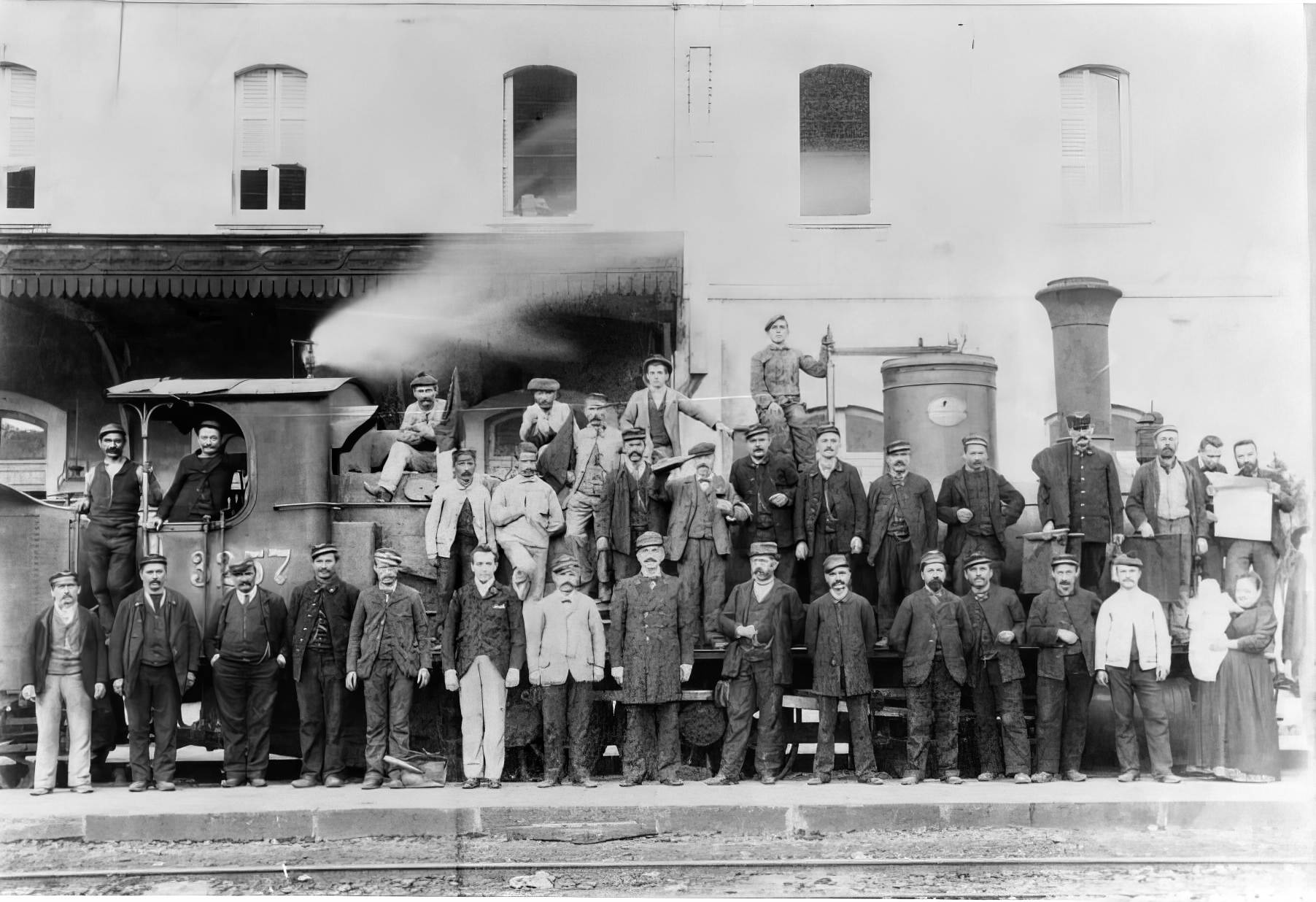
Personale di bordo e stazione posano accanto alla fischiante locomotiva 3257 delle Strade Ferrate del Mediterraneo

## Strutture e impianti
L'impianto è dotato di un sottopassaggio pedonale, due banchine, un bar-ristoro, biglietteria automatica, sala d'aspetto, annunci sonori e monitor con arrivi e partenze.
La stazione è dotata di 7 binari per il servizio viaggiatori, in particolare i binari 1 e 2, che servono la linea lenta, sono distaccati rispetto al fabbricato viaggiatori di circa 350 m, e si raggiungono percorrendo una passerella in direzione nord; i restanti binari dal 3 al 7 sono posti sul tracciato della linea diretta.

## Movimento
La stazione è servita da tutti i treni regionali e regionali veloci di Trenitalia, che hanno come origine/destinazione Ventimiglia, Genova Brignole, Genova Piazza Principe, Torino Porta Nuova e Milano Centrale.
La stazione è servita da tutti i treni regionali e regionali veloci di Trenitalia Tper, che hanno come origine/destinazione Genova Brignole, Rimini e Piacenza

## Servizi
La stazione dispone di:
- Biglietteria automatica
- Sala d'attesa
- Servizi igienici
- Bar

## Interscambi
- Fermata autobus servizio provinciale

Per quanto riguarda il servizio di trasporto pubblico provinciale, troviamo la linea 830 di AMT Genova, prima gestita da ATP Esercizio